# ميهايل فونتشينا
ميهايل فونتشينا (بالسلوفينية: Mihael Vončina)‏ هو لاعب كرة قدم سلوفيني في مركز الهجوم، ولد في 25 فبراير 1969 في جمهورية يوغوسلافيا الاشتراكية الاتحادية. شارك مع منتخب سلوفينيا لكرة القدم. أما مع النوادي، فقد لعب مع نادي تابور سيجانا ونادي دومجاله.

## وصلات خارجية
- ميهايل فونتشينا على موقع قاعدة بيانات كرة القدم.إي يو (الإنجليزية)
- ميهايل فونتشينا على موقع ناشيونال فوتبول تيمز (الإنجليزية)